# La vedova nera (film 1963)
La vedova nera (Das Geheimnis der schwarzen Witwe) è un film del 1963 diretto da Franz Josef Gottlieb.
Pellicola di co-produzione tedesca e spagnola con protagonisti Klaus Kinski e Karin Dor.

## Trama
Già due sono le vittime di un misterioso omicida che colpisce con dei curiosi proiettili a forma di vedova nera. I due uomini, prima di essere uccisi, avevano ricevuto una lettera anonima che recitava: "Parla o muori!". Il reporter Wellby, di un giornale londinese, è sul caso, il che inquieta non poco gli editori della testata.
Wellby, con l'aiuto ben retribuito dell’archivista Fish, dalla prodigiosa memoria, appura che i 9 membri di una sfortunata spedizione archeologica (dei quali facevano parte le prime due vittime), ritornati 12 anni prima dal Messico dopo la morte del capo-spedizione Alfons Avery dovuta apparentemente ad un morso di una vedova nera, avevano a disposizione, ai tempi, un capitale tale da fondare una casa editrice, la stessa per la quale il reporter lavora.
Fra di essi figura ad esempio William Osbourne, il diretto superiore di Willby, nonché l'antiquario Bromfield, nel negozio del quale il giornalista, durante le proprie investigazioni, fa la conoscenza, invaghendosene, della giovane Clarisse.
I superstiti ex-membri della spedizione, insieme con Helen, la moglie di Osbourne, sono comprensibilmente preoccupati man mano che il serial killer, ora soprannominato "la vedova nera" inizia ad eliminarli, ad uno ad uno; ma sono nello stesso tempo riluttanti a rivolgersi alla polizia, e cominciano a sospettarsi a vicenda. Lo stesso Willby è fatto oggetto di diversi attentati, ai quali riesce a sfuggire grazie anche all'aiuto di tale Boyd, che si palesa ogniqualvolta il reporter si trova in difficoltà.
Quando vengono trovate in possesso di Clarisse gli originali delle lettere minatorie ricevute dalle vittime, i sospetti paiono convergere su di lei, che tra l'altro appare essere in realtà la figlia del capo-spedizione Alfons Avery.
Ad un certo punto solo un esiguo numero dei componenti della spedizione messicana risulta superstite. Appare inoltre che Alfons Avery era entrato in possesso di un ricchissimo tesoro azteco, per impadronirsi del quale uno degli altri membri, senza che si sia riuscito a fare chiarezza su chi fosse, lo aveva ucciso, spacciando la cosa come incidente dovuto al morso del letale ragno. Ciò aveva provocato la ricchezza degli editori.
Il cerchio si stringe, e Wellby e Boyd, ora rivelatosi come un agente di Scotland Yard, riescono perigliosamente ad identificare la "vedova nera".